# Tabacine, Bahciîsarai
Tabacine (în ucraineană Табачне) este o comună în raionul Bahciîsarai, Republica Autonomă Crimeea, Ucraina, formată numai din satul de reședință.

## Demografie
Componența lingvistică a comunei Tabacine
     Rusă (84,58%)
     Ucraineană (14,79%)
     Alte limbi (0,4%)
Conform recensământului din 2001, majoritatea populației comunei Tabacine era vorbitoare de rusă (84,58%), existând în minoritate și vorbitori de ucraineană (14,79%).